# Pieter Frederik de la Croix
Pieter Frederik de la Croix (* 1709 in  Frankreich; † 12. Dezember 1782 in Den Haag) war ein niederländischer Maler.
In Frankreich geboren, kopierte der taubstumme Autodidakt La Croix zunächst Meisterwerke. So ausgebildet, wurde er schließlich 1753 Mitglied der Haager Bruderschaft der Malerei und arbeitete fortan in Den Haag und Amsterdam als Porträtmaler und Pastellzeichner.
Zum Beispiel  C. J. Greenwood, Jacobus Houbraken und Pieter Tanjé produzierten Stiche seiner Werke.

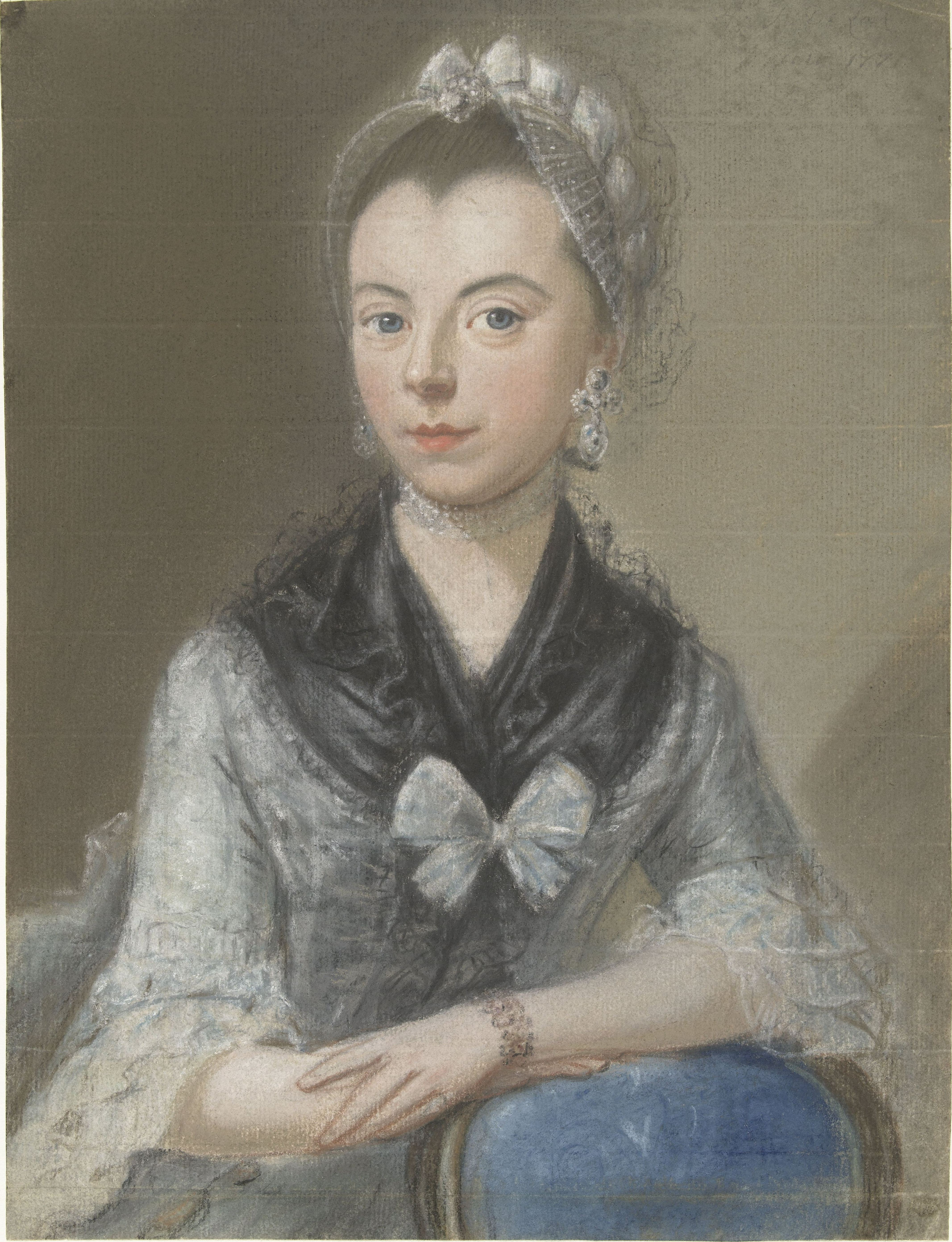
Pieter Frederik de la Croix: Porträt seiner Tochter Susanna

La Croix’ Tochter – die Malerin  Susanna de la Croix (1756–1789) – heiratete den Maler Jan van Os.